# Festival di Sanremo 1970
Il ventesimo Festival di Sanremo si svolse al Salone delle feste del Casinò di Sanremo dal 26 al 28 febbraio 1970 con la conduzione, per la seconda volta consecutiva, di Nuccio Costa, affiancato dagli attori Enrico Maria Salerno ed Ira von Fürstenberg.
La gestione dell'evento fu direttamente in capo al Comune di Sanremo che ne affidò l'organizzazione alla coppia Gianni Ravera e Ezio Radaelli. Vincitrice dell'edizione fu la canzone Chi non lavora non fa l'amore, interpretata da Adriano Celentano e Claudia Mori. Sul palco Celentano si rese protagonista di un curioso episodio: dimenticò (o, secondo alcuni, finse di dimenticare) più volte le parole del testo. Sergio Endrigo, forse memore delle critiche di Celentano alla sua vittoria di due anni prima, "ricambiò" la cortesia dichiarando pubblicamente di non avere apprezzato né la canzone né l'interpretazione del "Molleggiato".
Il maggiore successo di vendite spettò proprio alla coppia Celentano-Mori con il brano vincitore ed a Nicola Di Bari ed i Ricchi e Poveri, giunti secondi con La prima cosa bella, scritta da Di Bari per la nascita della sua primogenita Ketty.
Grande successo anche per il brano terzo classificato L'arca di Noè, scritto e interpretato da Sergio Endrigo in abbinamento con Iva Zanicchi, per il quarto classificato Eternità interpretato da I Camaleonti e da Ornella Vanoni e per il quinto classificato La spada nel cuore, interpretato da Little Tony e Patty Pravo. Tra questi ultimi non corse buon sangue: ciascuno dei due, infatti, si attribuì il merito esclusivo del successo della canzone, sminuendo l'interpretazione dell'altro.
Al 7º posto, con la canzone Pa' diglielo a ma', si classificarono i due sedicenni Nada, alla sua seconda apparizione sanremese, e Rosalino Cellamare, in seguito divenuto maggiormente noto come Ron, nome d'arte con cui vinse la rassegna nel 1996, a ventisei anni dal debutto.
Sebbene la classifica del festival non li privilegiò, ebbero ottimi riscontri commerciali anche i brani Tipitipitì, eseguito da Orietta Berti e Mario Tessuto, ed Io mi fermo qui, cantato dai Dik Dik e Donatello.
Fuori concorso si segnalò altresì Tanto pe' cantà, storico brano di Ettore Petrolini, proposto da Nino Manfredi (primo ospite a cantare fuori gara nella storia della manifestazione), che registrò un notevole successo di vendite.
Da notare che Pietruccio Montalbetti, già cantante dei Dik Dik, si esibì nella stessa edizione anche con Il Supergruppo, rendendolo di fatto, dopo lo stop alle interpretazioni "multiple" del 1967, l'ultimo partecipante alla manifestazione a cantare più di una canzone fino al 2013.

## Partecipanti

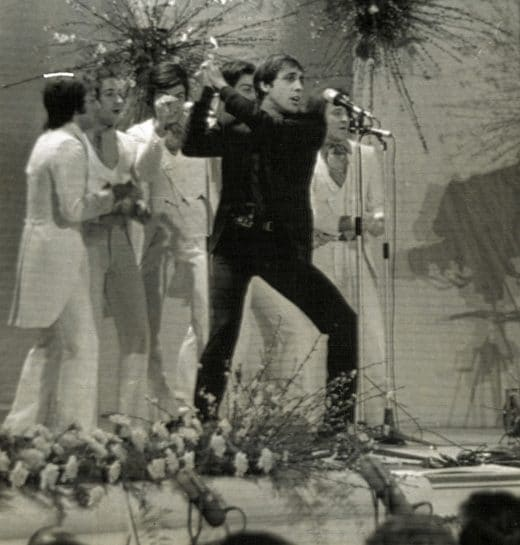
Adriano Celentano al Festival

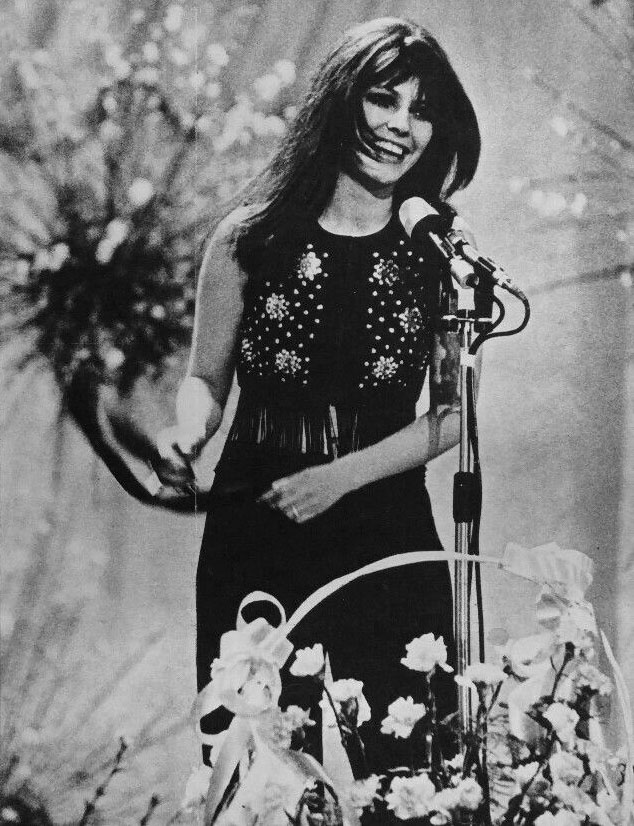
Claudia Mori durante il Festival

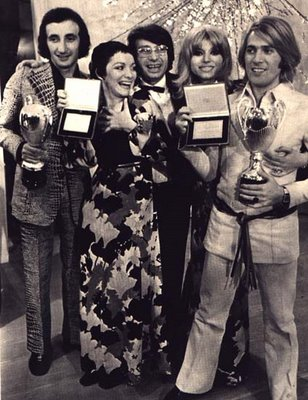
Nicola Di Bari (al centro) e i Ricchi e Poveri durante il Festival

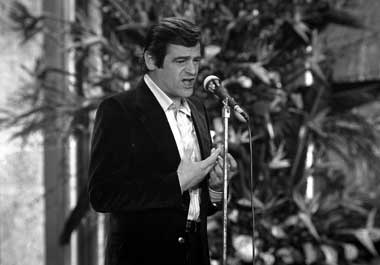
Sergio Endrigo durante il Festival

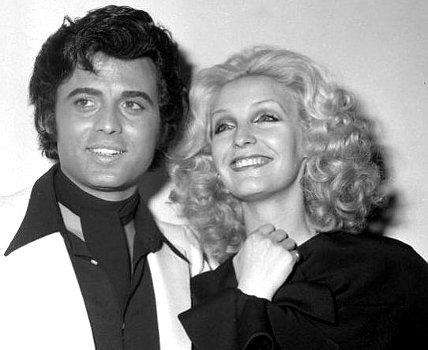
Little Tony e Patty Pravo al Festival

| Interprete                | Ultime partecipazioni al Festival |
| ------------------------- | --------------------------------- |
| Adriano Celentano         | 1968                              |
| Anna Identici             | 1968                              |
| Antoine                   | 1969                              |
| Bobby Solo                | 1969                              |
| Camaleonti                | Esordienti                        |
| Carmen Villani            | 1969                              |
| Caterina Caselli          | 1969                              |
| Claudia Mori              | Esordiente                        |
| Claudio Villa             | 1969                              |
| Dik Dik                   | 1969                              |
| Dino Drusiani             | Esordiente                        |
| Donatello                 | Esordiente                        |
| Dori Ghezzi               | Esordiente                        |
| Emiliana Perina           | Esordiente                        |
| Fausto Leali              | 1969                              |
| Francesco Banti           | Esordiente                        |
| Gens                      | Esordienti                        |
| Gianni Nazzaro            | Esordiente                        |
| Gigliola Cinquetti        | 1969                              |
| I Domodossola             | Esordienti                        |
| Il Supergruppo            | Esordienti                        |
| Iva Zanicchi              | 1969                              |
| Little Tony               | 1969                              |
| Lucia Rizzi               | Esordiente                        |
| Luciano Tajoli            | 1963                              |
| Mal                       | 1969                              |
| Mario Tessuto             | Esordiente                        |
| Marisa Sannia             | 1968                              |
| Michele                   | Esordiente                        |
| Nada                      | 1969                              |
| Nicola Di Bari            | 1967                              |
| Nino Ferrer               | 1968                              |
| Orietta Berti             | 1969                              |
| Ornella Vanoni            | 1968                              |
| Paolo Mengoli             | Esordiente                        |
| Patty Pravo               | Esordiente                        |
| Pino Donaggio             | 1968                              |
| Pio                       | Esordiente                        |
| I Ragazzi della Via Gluck | Esordienti                        |
| Renato Rascel             | 1960                              |
| Ricchi e Poveri           | Esordienti                        |
| Rita Pavone               | 1969                              |
| Rocky Roberts             | 1969                              |
| Rosalino Cellamare        | Esordiente                        |
| Rosanna Fratello          | 1969                              |
| Rossano                   | Esordiente                        |
| Sandie Shaw               | Esordiente                        |
| Sergio Endrigo            | 1969                              |
| Sergio Leonardi           | Esordiente                        |
| Tony Del Monaco           | 1969                              |
| Tony Renis                | 1968                              |
| Valeria Mongardini        | Esordiente                        |

## Classifica, canzoni e cantanti
| Posizione     | Interprete                              | Canzone                       | Autori                                                         | Voti ricevuti |
| ------------- | --------------------------------------- | ----------------------------- | -------------------------------------------------------------- | ------------- |
| 1º            | Adriano Celentano - Claudia Mori        | Chi non lavora non fa l'amore | L. Beretta, M. Del Prete, A. Celentano, N. de Luca             | 344           |
| 2º            | Nicola Di Bari - Ricchi e Poveri        | La prima cosa bella           | Mogol, M. Scommegna, G. F. Reverberi                           | 309           |
| 3º            | Sergio Endrigo - Iva Zanicchi           | L'arca di Noè                 | S. Endrigo, L. Bacalov                                         | 296           |
| 4º            | Ornella Vanoni - Camaleonti             | Eternità                      | G. Bigazzi, C. Cavallaro                                       | 235           |
| 5º            | Patty Pravo - Little Tony               | La spada nel cuore            | Mogol, C. Donida Labati                                        | 133           |
| 6º            | Gigliola Cinquetti - Bobby Solo         | Romantico blues               | L. Pilat, M. Panzeri e D. Pace                                 | 96            |
| 7º            | Rosalino Cellamare - Nada               | Pa' diglielo a ma'            | F. Migliacci, R. Gigli, E. Sbriccoli, M. Cantini e L. Greco    | 70            |
| 8º (ex aequo) | Antoine - Anna Identici                 | Taxi                          | G. Argenio, F. Arrigoni, D. Pace, M. Panzeri e C. Conti        | 52            |
| 8º (ex aequo) | Orietta Berti - Mario Tessuto           | Tipitipitì                    | L. Pilat, M. Panzeri e D. Pace                                 | 52            |
| 10º           | Luciano Tajoli - Mal                    | Sole pioggia e vento          | Mogol e A. Isola                                               | 44            |
| 11º           | Gianni Nazzaro - Marisa Sannia          | L'amore è una colomba         | G. Bigazzi e Totò Savio                                        | 41            |
| 12º           | Fausto Leali - Carmen Villani           | Hippy                         | L. Beretta e F. Leali                                          | 37            |
| 13º           | Tony Renis - Sergio Leonardi            | Canzone blu                   | Mogol, A. Testa e E. Cesari                                    | 28            |
| 14º           | Nino Ferrer - Caterina Caselli          | Re di cuori                   | G. Bigazzi, C. Cavallaro e Totò Savio                          | 24            |
| NF            | Rocky Roberts - Il Supergruppo          | Accidenti                     | G. Pieretti e R. Gianco                                        |               |
| NF            | Rita Pavone - Valeria Mongardini        | Ahi ahi ragazzo!              | F. Migliacci e U. Napolitano                                   |               |
| NF            | Ragazzi della via Gluck - Paolo Mengoli | Ahi! Che male che mi fai      | C. Minellono e S. Cutugno                                      |               |
| NF            | Pino Donaggio - Sandie Shaw             | Che effetto mi fa             | C. Minellono e G. Donaggio                                     |               |
| NF            | Rosanna Fratello - I Domodossola        | Ciao anni verdi               | V. Pallavicini, N. De Luca e A. Celentano                      |               |
| NF            | Donatello - Dik Dik                     | Io mi fermo qui               | L. Albertelli e E. Riccardi                                    |               |
| NF            | Michele - Lucia Rizzi                   | L'addio                       | S. Bardotti, A. Lo Vecchio, G. Antola, M. Francesio e P. Maggi |               |
| NF            | Emiliana Perina - Gens                  | La stagione di un fiore       | L. Rossi, S. Ruisi e G. Marchetti                              |               |
| NF            | Renato Rascel - Pio                     | Nevicava a Roma               | M. Del Prete, L. Beretta, R. Negri e G. Verdecchia             |               |
| NF            | Rossano - Dori Ghezzi                   | Occhi a mandorla              | V. Pallavicini e P. Soffici                                    |               |
| NF            | Francesco Banti - Dino Drusiani         | Ora vivo                      | A. Favata e A. Pagani                                          |               |
| NF            | Claudio Villa - Tony Del Monaco         | Serenata                      | G. Bigazzi, F. Polito e A. Rosario                             |               |

## Serate

### Prima serata
Si esibiscono 13 canzoni a doppia interpretazione. Le 7 più votate passano alla serata finale.
     Accedono alla finale
| Ordine di uscita | Artista            | Brano                         |   |         |                  |
| ---------------- | ------------------ | ----------------------------- | - | ------- | ---------------- |
| Ordine di uscita | Artista            | Brano                         | 1 | Rossano | Occhi a mandorla |
| 4                | Dori Ghezzi        |                               |   |         | Occhi a mandorla |
| 2                | Tony Del Monaco    | Serenata                      |   |         |                  |
| 5                | Claudio Villa      | Serenata                      |   |         |                  |
| 3                | Michele            | L'addio                       |   |         |                  |
| 6                | Lucia Rizzi        | L'addio                       |   |         |                  |
| 7                | Gens               | La stagione di un fiore       |   |         |                  |
| 10               | Emiliana Perina    | La stagione di un fiore       |   |         |                  |
| 8                | Patty Pravo        | La spada nel cuore            |   |         |                  |
| 11               | Little Tony        | La spada nel cuore            |   |         |                  |
| 9                | Renato Rascel      | Nevicava a Roma               |   |         |                  |
| 12               | Pio                | Nevicava a Roma               |   |         |                  |
| 13               | Mario Tessuto      | Tipitipitì                    |   |         |                  |
| 16               | Orietta Berti      | Tipitipitì                    |   |         |                  |
| 14               | Camaleonti         | Eternità                      |   |         |                  |
| 17               | Ornella Vanoni     | Eternità                      |   |         |                  |
| 15               | Antoine            | Taxi                          |   |         |                  |
| 18               | Anna Identici      | Taxi                          |   |         |                  |
| 19               | Adriano Celentano  | Chi non lavora non fa l'amore |   |         |                  |
| 23               | Claudia Mori       | Chi non lavora non fa l'amore |   |         |                  |
| 20               | Sergio Leonardi    | Canzone blu                   |   |         |                  |
| 24               | Tony Renis         | Canzone blu                   |   |         |                  |
| 21               | Gigliola Cinquetti | Romantico blues               |   |         |                  |
| 25               | Bobby Solo         | Romantico blues               |   |         |                  |
| 22               | Pino Donaggio      | Che effetto mi fa             |   |         |                  |
| 26               | Sandie Shaw        | Che effetto mi fa             |   |         |                  |

### Seconda serata
Si esibiscono 13 canzoni a doppia interpretazione. Le 7 più votate passano alla serata finale.
     Accedono alla finale
| Ordine di uscita | Artista                 | Brano                    |   |               |                       |
| ---------------- | ----------------------- | ------------------------ | - | ------------- | --------------------- |
| Ordine di uscita | Artista                 | Brano                    | 1 | Marisa Sannia | L'amore è una colomba |
| 4                | Gianni Nazzaro          |                          |   |               | L'amore è una colomba |
| 2                | Valeria Mongardini      | Ahi ahi ragazzo!         |   |               |                       |
| 5                | Rita Pavone             | Ahi ahi ragazzo!         |   |               |                       |
| 3                | Donatello               | Io mi fermo qui          |   |               |                       |
| 6                | Dik Dik                 | Io mi fermo qui          |   |               |                       |
| 7                | Ragazzi della via Gluck | Ahi! Che male che mi fai |   |               |                       |
| 10               | Paolo Mengoli           | Ahi! Che male che mi fai |   |               |                       |
| 8                | Nicola Di Bari          | La prima cosa bella      |   |               |                       |
| 11               | Ricchi e Poveri         | La prima cosa bella      |   |               |                       |
| 9                | I Domodossola           | Ciao anno verdi          |   |               |                       |
| 12               | Rosanna Fratello        | Ciao anno verdi          |   |               |                       |
| 13               | Lucio Tajoli            | Sole pioggia e vento     |   |               |                       |
| 16               | Mal                     | Sole pioggia e vento     |   |               |                       |
| 14               | Rosalino Cellamare      | Pa' diglielo a ma'       |   |               |                       |
| 17               | Nada                    | Pa' diglielo a ma'       |   |               |                       |
| 15               | Il Supergruppo          | Accidenti                |   |               |                       |
| 18               | Rocky Roberts           | Accidenti                |   |               |                       |
| 19               | Fausto Leali            | Hippy                    |   |               |                       |
| 23               | Carmen Villani          | Hippy                    |   |               |                       |
| 20               | Caterina Caselli        | Re di cuori              |   |               |                       |
| 24               | Nino Ferrer             | Re di cuori              |   |               |                       |
| 21               | Francesco Banti         | Ora vivo                 |   |               |                       |
| 25               | Dino Drusiani           | Ora vivo                 |   |               |                       |
| 22               | Sergio Endrigo          | L'arca di Noè            |   |               |                       |
| 26               | Iva Zanicchi            | L'arca di Noè            |   |               |                       |

### Terza serata - Finale
Si esibiscono tutte le 14 canzoni passate in finale, tutte a doppia interpretazione. Viene decretata la classifica ed il vincitore.
- Vincitore
- Secondo classificato
- Terzo classificato
- Quarto classificato
- Quinto classificato

| Ordine di uscita | Artista            | Brano                         | Voti terza serata | Posizione         |               |                       |    |           |
| ---------------- | ------------------ | ----------------------------- | ----------------- | ----------------- | ------------- | --------------------- | -- | --------- |
| Ordine di uscita | Artista            | Brano                         | 1                 | Posizione         | Marisa Sannia | L'amore è una colomba | 41 | 11º posto |
| 15               | Gianni Nazzaro     |                               |                   |                   |               | L'amore è una colomba | 41 | 11º posto |
| 2                | Sergio Endrigo     | L'arca di Noè                 | 296               | 3º posto          |               |                       |    |           |
| 16               | Iva Zanicchi       | L'arca di Noè                 | 296               | 3º posto          |               |                       |    |           |
| 3                | Tony Renis         | Canzone blu                   | 28                | 13º posto         |               |                       |    |           |
| 17               | Sergio Leonardi    | Canzone blu                   | 28                | 13º posto         |               |                       |    |           |
| 4                | Luciano Tajoli     | Sole pioggia e vento          | 44                | 10º posto         |               |                       |    |           |
| 18               | Mal                | Sole pioggia e vento          | 44                | 10º posto         |               |                       |    |           |
| 5                | Little Tony        | La spada nel cuore            | 133               | 5º posto          |               |                       |    |           |
| 19               | Patty Pravo        | La spada nel cuore            | 133               | 5º posto          |               |                       |    |           |
| 6                | Caterina Caselli   | Re di cuori                   | 24                | 14º posto         |               |                       |    |           |
| 20               | Nino Ferrer        | Re di cuori                   | 24                | 14º posto         |               |                       |    |           |
| 7                | Ornella Vanoni     | Eternità                      | 235               | 4º posto          |               |                       |    |           |
| 21               | Camaleonti         | Eternità                      | 235               | 4º posto          |               |                       |    |           |
| 8                | Orietta Berti      | Tipitipitì                    | 52                | 8º posto ex aequo |               |                       |    |           |
| 22               | Mario Tessuto      | Tipitipitì                    | 52                | 8º posto ex aequo |               |                       |    |           |
| 9                | Nicola Di Bari     | La prima cosa bella           | 309               | 2º posto          |               |                       |    |           |
| 23               | Ricchi e Poveri    | La prima cosa bella           | 309               | 2º posto          |               |                       |    |           |
| 10               | Anna Identici      | Taxi                          | 52                | 8º posto ex aequo |               |                       |    |           |
| 24               | Antoine            | Taxi                          | 52                | 8º posto ex aequo |               |                       |    |           |
| 11               | Fausto Leali       | Hippy                         | 37                | 12º posto         |               |                       |    |           |
| 25               | Carmen Villani     | Hippy                         | 37                | 12º posto         |               |                       |    |           |
| 12               | Gigliola Cinquetti | Romantico blues               | 96                | 6º posto          |               |                       |    |           |
| 26               | Bobby Solo         | Romantico blues               | 96                | 6º posto          |               |                       |    |           |
| 13               | Nada               | Pa' diglielo a ma'            | 70                | 7º posto          |               |                       |    |           |
| 27               | Rosalino Cellamare | Pa' diglielo a ma'            | 70                | 7º posto          |               |                       |    |           |
| 14               | Adriano Celentano  | Chi non lavora non fa l'amore | 344               | 1º posto          |               |                       |    |           |
| 28               | Claudia Mori       | Chi non lavora non fa l'amore | 344               | 1º posto          |               |                       |    |           |

## Orchestra
Orchestra diretta dai maestri: Renato Angiolini, Alberto Baldan Bembo, Willy Brezza, Mario Capuano, Carmelo Carucci, Franco Cassano, Giancarlo Chiaramello, Ruggero Cini, Maurizio De Angelis, Nando De Luca, Tony De Vita, Pierre Dutour, Luis Bacalov, Claudio Fabi, Gianfranco Intra, Ezio Leoni, Gianni Marchetti, Detto Mariano, Augusto Martelli, Natale Massara, Pino Massara, Marcello Minerbi, Gianfranco Monaldi, Roberto Negri, Piero Pintucci, Gian Franco Reverberi, Renato Serio, Vince Tempera, Vito Tommaso.

## Piazzamenti in classifica dei singoli[7]
| Interprete                       | Singolo                       | Pos.Massima | Pos.Annuale |
| -------------------------------- | ----------------------------- | ----------- | ----------- |
| Nicola Di Bari e Ricchi e Poveri | La prima cosa bella           | 1           | 4           |
| Adriano Celentano                | Chi non lavora non fa l'amore | 1           | 23          |
| Camaleonti e Ornella Vanoni      | Eternità                      | 2           | 15          |
| Sergio Endrigo e Iva Zanicchi    | L'arca di Noè                 | 3           | 22          |
| Little Tony e Patty Pravo        | La spada nel cuore            | 6           | 37          |
| Antoine                          | Taxi                          | 7           | 40          |
| Orietta Berti                    | Tipitipitì                    | 8           | 44          |
| Dik Dik                          | Io mi fermo qui               | 9           | 46          |
| Mal                              | Sole pioggia e vento          | 9           | 61          |
| Nada                             | Pa' diglielo a ma'            | 10          | 66          |
| Gigliola Cinquetti e Bobby Solo  | Romantico blues               | 12          | 71          |
| Tony Renis                       | Canzone blu                   | 25          | -           |
| Il Supergruppo                   | Accidenti                     | 26          | -           |
| Caterina Caselli                 | Re di cuori                   | 27          | -           |
| Rosanna Fratello                 | Ciao anni verdi               | 28          | -           |